# ناحیه کلیبانکس، میشیگان
ناحیه کلیبانکس (به انگلیسی: Claybanks Township) یک منطقهٔ مسکونی در ایالات متحده آمریکا است که در شهرستان اوشنا، میشیگان واقع شده‌است.
 ناحیه کلیبانکس ۶۲٫۲ کیلومتر مربع مساحت و ۷۷۷ نفر جمعیت دارد و ۲۴۹ متر بالاتر از سطح دریا واقع شده‌است.